# Cyrtanthus fergusoniae
Cyrtanthus fergusoniae är en amaryllisväxtart som beskrevs av Harriet Margaret Louisa Bolus. Cyrtanthus fergusoniae ingår i släktet Cyrtanthus, och familjen amaryllisväxter. Inga underarter finns listade i Catalogue of Life.